# Amphicoma aurata
Amphicoma aurata is een keversoort uit de familie Glaphyridae. De wetenschappelijke naam van de soort is voor het eerst geldig gepubliceerd in 1942 door Yawata.